# Альбини, Сречко
Сречко (Феликс) Альбини (хорв. Srećko (Felix) Albini; 10 декабря 1869[…], Жупанья — 18 апреля 1933[…], Загреб, Савская бановина) — хорватский композитор, дирижёр и музыкальный издатель. Он был прежде всего известен своими опереттами, некоторые из которых были адаптированы на английский язык и исполнены в Лондоне и Нью-Йорке.

## Жизнь и карьера
Альбини родился в Жупане. Он обучался музыке в Вене и Граце, но по желанию семьи окончил также колледж бизнеса. Его первая работа в качестве дирижера была связана с муниципальными театрами Граца, где он работал с 1893 по 1895 года. Затем он стал дирижером Хорватского национального театра в Загребе, где оставался в течение следующих восьми лет и сочинил своё первое сценическое произведение, трехактная опера «Маричон». Поставленный на либретто Милана Смрекара, он имел националистическую тему и включал традиционную хорватскую народную музыку и танцы. Премьера «Маричона» состоялась в Хорватском национальном театре в 1901 году и получила очень положительный отзыв от Die Musik.
Постоянная оперная труппа Национального театра приостановила свою деятельность в период с 1903 по 1909 года, и Альбини переехал в Вену, где продолжил сочинять музыку и дирижировать. Он вернулся в Национальный театр в 1909 году, работая там дирижёром и режиссёром до 1919 года. Однако после 1909 года он прекратил свою деятельность как композитор. Альбини впоследствии стал музыкальным издателем, а также основал и руководил Хорватским центром авторских прав. Он умер в Загребе в возрасте 63 лет.

## Работы
По словам хорватского музыковеда Ивана Зивановича, музыка Альбини сочетала в себе «яркую мелодическую изобретательность и умелое чувство драмы, [которое] превосходило музыкальные и драматические ограничения, характерные для оперетты его времени». Оперетты Альбини включают:
- «Der Nabob», оперетта в 3-х действиях, либретто Леопольда Кренна; Премьера в Карлтеатре, Вена, 1905 г.
- «Madame Troubadour», водевиль-оперетта в 3-х действиях, либретто Белы Йенбаха и Роберта Поля; Премьера в Хорватском национальном театре, Загреб, 1907 г.
- «Baron Trenck», комическая оперетта в 3-х действиях, либретто Альфреда Вильнера и Роберта Бодански[англ.]; Премьера состоялась в Старом городском театре Лейпцига, 1908 г.
- «Die Barfußtänzerin», оперетта в 2-х действиях, либретто Белы Йенбаха; Премьера состоялась в Старом городском театре, Лейпциг, 1909 г.
- «Die kleine Baronesse», оперетта в 1 действии, либретто Роберта Бодански; Премьера состоялась в Театре Аполло[нем.], Вена, 1909 г.